# Hauptbüchse

Mons Meg: Hauptbüchse (auch Riesengeschütz), steht heute in Edinburgh

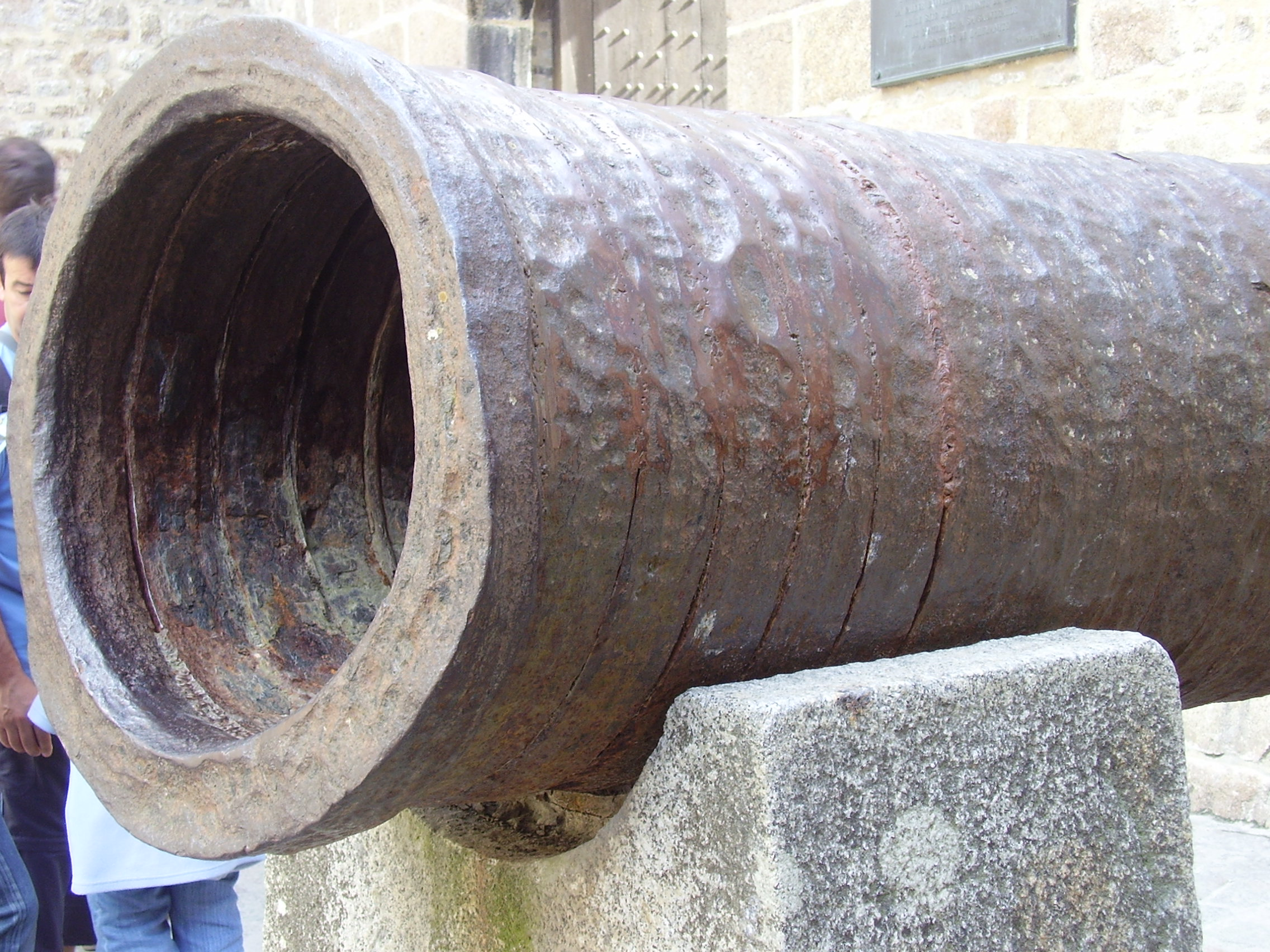
Eine der zwei Hauptbüchsen, die von den Engländern auf die Insel Mont-Saint-Michel gebracht wurden und die nach deren Flucht im Jahre 1434 zurückgelassen wurden.

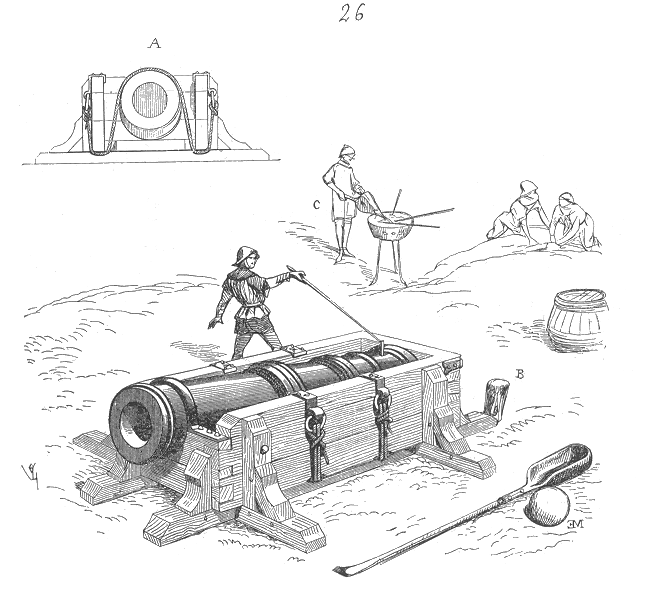
Legstück auf stationärer Lafette

Schwere und mittlere Steinbüchsen wurden unter dem Begriff Hauptbüchsen zusammengefasst. Hauptbüchsen waren so genannte Legstücke, d. h., sie wurden in einen Rahmen gespannt, um damit schießen zu können. Steinbüchsen wurden als Stabringgeschütze oder im Bronze- bzw. Eisenguss angefertigt.
Kaiser Maximilian I. hat als erster versucht, die Geschützkaliber zu vereinheitlichen; er scheiterte daran, dass die Steinbüchsen alle Einzelstücke waren, die entweder für die Normeisenkugel zu viel Pulver brauchten, dem die Rohre nicht gewachsen waren, oder dass die Eisenkugeln mit dem höheren spezifischen Gewicht nicht die gewünschte Wirkung hatten. Im Jahre 1504 war die letzte Hauptbüchse bei der Belagerung von Kufstein in Gebrauch. Danach wurden fast alle, soweit sie aus Bronze waren, eingeschmolzen und durch Scharfmetzen ersetzt. Heute sind nur noch wenige Stück aus Bronze erhalten, so z. B. die im Pariser Armeemuseum befindliche "Kateri". Die Zeit überdauert haben meist nur die eisernen Hauptbüchsen, wie die „Faule Magd von Dresden“ auf einer Blocklafette oder „Mons Meg“ in Edinburgh, allerdings nicht auf Originallafette.